# نیکولا میتوریچ
نیکولا میتوریچ (صربی: Никола Миротић؛ زادهٔ ۱۱ فوریهٔ ۱۹۹۱) یک بازیکن بسکتبال اهل اسپانیا است.